# Реде (Емс)
Реде (њем. Rhede) општина је у њемачкој савезној држави Доња Саксонија. Једно је од 60 општинских средишта округа Емсланд. Према процјени из 2010. у општини је живјело 4.261 становника. Посједује регионалну шифру (AGS) 3454044.

## Географски и демографски подаци
Реде се налази у савезној држави Доња Саксонија у округу Емсланд. Општина се налази на надморској висини од 5 метара. Површина општине износи 75,0 km². У самом мјесту је, према процјени из 2010. године, живјело 4.261 становника. Просјечна густина становништва износи 57 становника/km².

## Међународна сарадња
| Мјесто     | Држава    | Врста сарадње | Од    |
| ---------- | --------- | ------------- | ----- |
| Белингведе | Холандија | партнерство   | 1979. |
| Извор      |           |               |       |